# Orion (Schiff, 1909)
Die Orion war ein Schoner der im Pazifik tätigen deutschen Jaluit-Gesellschaft.

## Geschichte
Die Orion wurde 1909 in Hongkong bei Ulderup & Schlüter für die Jaluit-Gesellschaft gebaut und fuhr am 15. April 1910 in die Karolinen. Das Segelschiff diente der Einsammlung von Kopra von den Küstenplätzen, an denen aus den Nüssen von Kokospalmen die Kopra gewonnen wurde.
Während des Aufstandes auf Ponape Ende 1910 wurde das Schiff von der deutschen Kolonialverwaltung von Deutsch-Neuguinea beschlagnahmt und mit einem Maschinengewehr und einer 3,7-cm-Ringkanone bewaffnet. Vor der Insel Ponape diente die Orion als Wachschiff zur Beobachtung der Bewegungen der Inseleinwohner über See. Am 23. Februar 1911 wurde der Schoner an die Jaluit-Gesellschaft zurückgegeben. Bis 1913 befand sich die Orion in den östlichen Karolinen und danach in den Marshallinseln.
Nach Ausbruch des Ersten Weltkrieges im August 1914 wurde die Orion japanische Beute. Ihr weiteres Schicksal ist nicht bekannt.